# James Traficant
James Traficant (8 mai 1941 – 27 septembre 2014) est un homme politique américain démocrate.

## Biographie
Il fut élu à la Chambre des représentants des États-Unis pour l'État de l'Ohio. Il est un opposant à l'Internal Revenue Service. Il a été condamné en 2002 pour fraude fiscale, corruption, racket, évasion fiscale, et entrave à l'exercice de la justice,  ce qu'il met sur le compte d'une vendetta remontant à un premier procès intenté contre lui en 1983. il a été condamné à 8 années de prison, 150 000 $ d'amendes, 20 000 $ d'arriérés d'impôts, 96 000 $ de fonds illégaux à restituer.
Le 24 juillet 2002, il est exclu la Chambre des représentants lors d'un vote : 420 membres votant oui, un membre votant non (Gary Condit, impliqué dans un scandale), 9 membres votant « présent » 4 membres ne votant pas. Traficant est le cinquième représentant de l'histoire à être expulsé de la Chambre, seulement le second pour corruption. Il se présente comme indépendant depuis sa cellule à l'sa réélection, qu'il perd. Il sort de prison en 2009. 
Il décède le 27 septembre 2014 au St Elizabeth's Health Center à la suite d'un accident de tracteur, à l'âge de 73 ans.

### Carrière politique

#### Défense de John Demjanjuk
James Traficant prit fait et cause pour John Demjanjuk, un Américain d'origine ukrainienne condamné à mort en Israël pour avoir été garde d'un camp de concentration nazi, une accusation erronée selon Traficant.